# Mens Sana Basket 2006-2007
Questa voce raccoglie le informazioni riguardanti la Mens Sana Basket nelle competizioni ufficiali della stagione 2006-2007.

## Stagione
La stagione 2006-2007 della Mens Sana Basket, sponsorizzata Montepaschi, è la 21ª nel massimo campionato italiano di pallacanestro, la Serie A.
All'inizio della nuova stagione la Lega Basket decise di modificare il regolamento riguardo al numero di giocatori stranieri da schierare contemporaneamente in campo che venne ridotto a sei, con anche la possibilità di impiegare fino a quattro giocatori extracomunitari.

## Roster
Aggiornato al 16 dicembre 2021.
| Montepaschi Siena 2006-07 | Montepaschi Siena 2006-07 |
| Giocatori                 | Staff tecnico             |
| ------------------------- | ------------------------- |

| N. | Naz.                                          | Ruolo | Nome               | Anno | Alt.   | Peso   |  |
| -- | --------------------------------------------- | ----- | ------------------ | ---- | ------ | ------ |  |
| 4  | Stati Uniti (bandiera)                        | PG    | Joseph Forte       | 1981 | 192 cm | 90 kg  |  |
| 5  | Stati Uniti (bandiera)                        | P     | Terrell McIntyre   | 1977 | 175 cm | 81 kg  |  |
| 6  | Stati Uniti (bandiera)                        | C     | Lonny Baxter       | 1979 | 203 cm | 118 kg |  |
| 7  | Georgia (bandiera) · Slovenia (bandiera)      | AG    | Vladimer Boisa     | 1981 | 205 cm | 103 kg |  |
| 8  | Nigeria (bandiera) · Italia (bandiera)        | C     | Benjamin Eze       | 1981 | 208 cm | 115 kg |  |
| 9  | Italia (bandiera)                             | G     | Marco Carraretto   | 1977 | 197 cm | 86 kg  |  |
| 10 | Rep. Centrafricana (bandiera)                 | AP    | Romain Sato        | 1981 | 195 cm | 93 kg  |  |
| 11 | Italia (bandiera)                             | AP    | Luigi Datome       | 1987 | 203 cm | 95 kg  |  |
| 12 | Italia (bandiera)                             | PG    | Lorenzo D'Ercole   | 1988 | 193 cm | 85 kg  |  |
| 13 | Lituania (bandiera)                           | G     | Rimantas Kaukėnas  | 1977 | 194 cm | 92 kg  |  |
| 14 | Italia (bandiera)                             | PG    | Rodolfo Rombaldoni | 1976 | 193 cm | 96 kg  |  |
| 15 | Australia (bandiera) · Regno Unito (bandiera) | C     | Wade Helliwell     | 1978 | 212 cm | 118 kg |  |
| 15 | Macedonia del Nord (bandiera)                 | P     | Vrbica Stefanov    | 1973 | 188 cm | 75 kg  |  |
| 18 | Italia (bandiera)                             | C     | Luca Lechthaler    | 1986 | 206 cm | 108 kg |  |
| 20 | Stati Uniti (bandiera) · Italia (bandiera)    | AG    | Shaun Stonerook    | 1977 | 201 cm | 109 kg |  |
| -  | Italia (bandiera)                             | A     | Domenico Barozzi   | 1989 | 200 cm |        |  |

| Allenatore                                                         |
| - Simone Pianigiani                                                |
| Assistente/i                                                       |
| - Luca Banchi Legenda - (C) Capitano - (IN) Inattivo - Infortunato |

## Mercato

### Sessione estiva
| Acquisti | Acquisti          | Acquisti          | Acquisti      | Acquisti |
| R.a      | Nome              | da                | Modalità      |          |
| -------- | ----------------- | ----------------- | ------------- | -------- |
| P        | Terrell McIntyre  | Pall. Reggiana    | definitivo    |          |
| G        | Marco Carraretto  | Breogán           | definitivo    |          |
| C        | Lonny Baxter      | Charlotte Bobcats | definitivo    |          |
| PG       | Joseph Forte      | Apollon Patrasso  | definitivo    |          |
| AP       | Romain Sato       | Barcellona        | definitivo    |          |
| C        | Wade Helliwell    | Virtus Roma       | definitivo    |          |
| C        | Luca Lechthaler   | B.C. Ferrara      | fine prestito |          |
| P        | Simone Berti      | Sant’Antimo       | fine prestito |          |
| P        | Francesco Gergati | Aquila Trento     | fine prestito |          |

| Cessioni | Cessioni            | Cessioni          | Cessioni       | Cessioni |
| R.       | Nome                | a                 | Modalità       |          |
| -------- | ------------------- | ----------------- | -------------- | -------- |
| P        | Justin Hamilton     | Sopot             | fine contratto |          |
| AG       | Marcelo Nicola      | Pall. Reggiana    | fine contratto |          |
| A        | Mindaugas Žukauskas | V.L. Pesaro       | fine contratto |          |
| P        | Andrea Pecile       | Scandone Avellino | fine contratto |          |
| PG       | Chrīstos Charisīs   | Olympiakos        | fine contratto |          |
| AP       | Jamel Thomas        | Beşiktaş          | fine contratto |          |
| C        | Roberto Chiacig     | Valencia          | fine contratto |          |
| P        | Simone Berti        | N.B. Brindisi     | prestito       |          |
| P        | Francesco Gergati   | Pall. Varese      | prestito       |          |

### Dopo l'inizio della stagione
| Acquisti | Acquisti           | Acquisti       | Acquisti    | Acquisti   |
| R.       | Nome               | da             | Data        | Modalità   |
| -------- | ------------------ | -------------- | ----------- | ---------- |
| PG       | Rodolfo Rombaldoni | Scafati Basket | marzo 2007  | definitivo |
| P        | Vrbica Stefanov    | Olympiakos     | maggio 2007 | definitivo |

| Cessioni | Cessioni       | Cessioni                             | Cessioni      | Cessioni    |
| R.       | Nome           | a                                    | Data          | Modalità    |
| -------- | -------------- | ------------------------------------ | ------------- | ----------- |
| C        | Wade Helliwell | Nuova A.M.G. Sebastiani Basket Rieti | novembre 2006 | rescissione |
| AP       | Luigi Datome   | Scafati Basket                       | marzo 2007    | prestito    |